# Lacconectus pacholatkoi
Lacconectus pacholatkoi är en skalbaggsart som beskrevs av Michel Brancucci 2003. Lacconectus pacholatkoi ingår i släktet Lacconectus och familjen dykare. Inga underarter finns listade i Catalogue of Life.